# Proibidona
"Proibidona" (estilizada em letras maiúsculas) é uma canção do cantor e drag queen brasileiro Gloria Groove, Anitta e Valesca Popozuda, incluída no terceiro álbum de estúdio de Gloria, Futuro Fluxo (2023). A canção, que serve como lead single do disco, foi lançada para download digital e streaming através da SB Music em 18 de janeiro de 2023.

## Antecedentes e lançamento
A divulgação do single começou com publicações de Groove nas redes sociais anunciando o próximo single intitulado "Proibidona". A canção foi escolhida para ser lead-single para o projeto Futuro Fluxo, que tem o objetivo de inaugurar uma nova era na carreira de Groove. Em comunicado, o artista destacou a importância de celebrar o papel das mulheres na história do gênero musical. "Proibidona" foi lançada para download digital e streaming em 18 de janeiro de 2023.
| “ | Proibidona é o meu primeiro single de 2023, uma canção em parceria com Anitta e Valesca Popozuda, celebrando principalmente a história dessas mulheres no funk e a estética que elas ajudaram a originar. Nada mais bonito e encorajador para iniciar uma era no funk do que ter a bênção dessas duas mulheres que, cada uma à sua maneira, deixaram uma marca eterna na história do que a gente conhece como funk brasileiro. Funk não é julgamento, funk é amor e liberdade. | ” |
|   | — Gloria Groove , em entrevista ao Estadão. |   |

## Videoclipe
Dirigido por Eder Samuel, o videoclipe foi gravado no Universo Spanta, no Rio de Janeiro. O videoclipe foi gravado durante o Ensaios da Anitta.

## Faixas e formatos
| Download digital / streaming |              |         |  |
| N.º                          | Título       | Duração |  |
| 1.                           | "Proibidona" | 2:37    |  |

| Download digital / streaming |                          |         |  |
| N.º                          | Título                   | Duração |  |
| 13.                          | "Proibidona (SSA Remix)" | 2:37    |  |

## Certificações
| Região                                                        | Certificação | Vendas  |
| ------------------------------------------------------------- | ------------ | ------- |
| Brasil (Pro-Música Brasil)                                    | Platina      | 80,000‡ |
| ‡vendas+valores de streaming baseados somente na certificação |              |         |

## Histórico de lançamento
| Região | Data                  | Formato(s)                 | Versão   | Gravadora(s) | Ref.  |
| ------ | --------------------- | -------------------------- | -------- | ------------ | ----- |
| Várias | 18 de janeiro de 2023 | Download digital streaming | Original | SB Music     | [ 3 ] |